# Episodi di General Electric Theater (nona stagione)
La nona stagione della serie televisiva General Electric Theater è andata in onda negli Stati Uniti dal 18 settembre 1960 al 30 aprile 1961 sulla CBS.
| nº | Titolo originale                 | Titolo italiano         | Prima TV USA      | Prima TV Italia |
| -- | -------------------------------- | ----------------------- | ----------------- | --------------- |
| 1  | The Man Who Thought for Himself  |                         | 18 settembre 1960 |                 |
| 2  | Journal of Hope                  |                         | 25 settembre 1960 |                 |
| 3  | Hooray for Love                  |                         | 2 ottobre 1960    |                 |
| 4  | Swinging Singing Years           |                         | 9 ottobre 1960    |                 |
| 5  | Goodbye, My Love                 |                         | 16 ottobre 1960   |                 |
| 6  | The Camel`s Foot                 |                         | 23 ottobre 1960   |                 |
| 7  | The Graduation Dress             | Foto ricordo            | 30 ottobre 1960   |                 |
| 8  | The Influential Americans        |                         | 13 novembre 1960  |                 |
| 9  | The Playoff                      |                         | 20 novembre 1960  |                 |
| 10 | Journey to a Wedding             |                         | 27 novembre 1960  |                 |
| 11 | Learn to Say Goodbye             |                         | 4 dicembre 1960   |                 |
| 12 | Strictly Solo                    |                         | 11 dicembre 1960  |                 |
| 13 | The Money Driver                 |                         | 18 dicembre 1960  |                 |
| 14 | The Other Wise Man               |                         | 25 dicembre 1960  |                 |
| 15 | Don't Let It Throw You           |                         | 1º gennaio 1961   |                 |
| 16 | Memory in White                  |                         | 8 gennaio 1961    |                 |
| 17 | The Devil You Say                |                         | 15 gennaio 1961   |                 |
| 18 | The Drop-Out                     |                         | 29 gennaio 1961   |                 |
| 19 | A Little White Lye               |                         | 5 febbraio 1961   |                 |
| 20 | The Legend That Walks Like a Man | Un uomo fuori dal tempo | 12 febbraio 1961  |                 |
| 21 | A Possibility of Oil             |                         | 19 febbraio 1961  |                 |
| 22 | Image of a Doctor                |                         | 26 febbraio 1961  |                 |
| 23 | Open House                       |                         | 5 marzo 1961      |                 |
| 24 | The Small Elephants              |                         | 12 marzo 1961     |                 |
| 25 | Love is a Lion's Roar            |                         | 19 marzo 1961     |                 |
| 26 | Labor of Love                    |                         | 26 marzo 1961     |                 |
| 27 | The Red Balloon                  |                         | 2 aprile 1961     |                 |
| 28 | Sis Bowls 'Em Over               |                         | 9 aprile 1961     |                 |
| 29 | The Joke's on Me                 |                         | 16 aprile 1961    |                 |
| 30 | My Darling Judge                 | Mio marito il giudice   | 23 aprile 1961    |                 |
| 31 | Louie and the Horseless Buggy    |                         | 30 aprile 1961    |                 |

## The Man Who Thought for Himself
- Diretto da:
- Scritto da: James Allardice

### Trama
- Guest star: Steve Allen (Andy Fletcher), Lauren Chapin (Karen Fletcher), Jayne Meadows (Jean Fletcher), Howard McNear (Seeley), Alvy Moore (Herb Dennis), Dan Tobin (Myron Decker), Willard Waterman (Zachary), Peter Leeds (Chris)

## Journal of Hope
- Diretto da:
- Scritto da:

### Trama
- Guest star: Leslie Nielsen (Edward Morgan), Jeanne Crain (Hope), Walter Baldwin (Henry Clayburn), Claire Carleton (Ida Clayburn), Bern Hoffman (Cy Blackwell), Kathleen Hughes (Victoria Willis)

## Hooray for Love
- Diretto da:
- Scritto da: Woody Allen e Larry Gelbart

## Swinging Singing Years
- Diretto da:
- Scritto da:

### Trama
- Guest star: Ronald Reagan, Vaughn Monroe, Stan Kenton, Tex Beneke, Freddy Martin, Charlie Barnet

## Goodbye, My Love
- Diretto da:
- Scritto da:

### Trama
- Guest star: Anne Baxter (Ella Harley), Nestor Paiva (Pinero), Chet Stratton (dottor Till), Ronald Reagan (Joe Harley)

## The Camel's Foot
- Diretto da:
- Scritto da:

### Trama
- Guest star: Vera Miles (Debra Stone), Connie Gilchrist (Rosie Conners), Chris Warfield (Hal Stewart), Ralph Sanford (portiere)

## The Graduation Dress
- Diretto da: Richard Irving
- Scritto da: William Faulkner (soggetto)

### Trama
- Guest star: Hugh O'Brian (Sam Sharp), Buddy Ebsen (Pa Jericho), Stella Stevens (Laura Jericho), Ellen Corby (Ma Jericho), Tom Nolan (Buddy Jericho), Suzanne Sydney (Sally)

## The Influential Americans
- Diretto da:
- Scritto da: Howard K. Smith

## The Playoff
- Diretto da:
- Scritto da:

### Trama
- Guest star: Dana Andrews (Carl Anderson), Nancy Reagan (Betty Anderson), Regis Toomey (Jimmy), Ryan O'Neal (Art Anderson), Carl Benton Reid (Clyde Thompson), Vin Scully (annunciatore)

## Journey to a Wedding
- Diretto da:
- Scritto da:

### Trama
- Guest star: Gene Tierney (Ellen Galloway), Jim Davis (Cole Truitt), Jason Robards Sr. (Sam Brady), Dennis Rush (Bobby Galloway), Alice Backes (Miss Foss), Malcolm Atterbury (reverendo Kinnard), Dan White (sceriffo), Don Beddoe (Ticket Agent)

## Learn to Say Goodbye
- Diretto da:
- Scritto da: Jessamyn West (soggetto)

### Trama
- Guest star: Frank Cady (George Hanson), Ronald Reagan (Tom Parkes), Coleen Gray (Jo Parkes), Michael Burns (John Thomas Parkes), Frank Wilcox (Terry Brand), Claire Carleton (Mrs. Henry), Bud Osborne (giudice Higgins), Roy Rowan (Ring Superintendant), Wally Brown (O'Flynn)

## Strictly Solo
- Diretto da:
- Scritto da:

### Trama
- Guest star: Sally Forrest (Kristie North), John Astin (Harlow), Tony Randall (Justin Hale), Vaughn Taylor (Marlowe), Barbara Ruick (Eleanor)

## The Money Driver
- Diretto da:
- Scritto da:

### Trama
- Guest star: Jocelyn Brando (Margaret Hobbs), Mickey Rooney (Al Roberts), Teddy Rooney (Joey), John Litel (Frank Hobbs), Stanley Clements (Pete), Will Wright (McCrain)

## The Other Wise Man
- Diretto da:
- Scritto da: Henry Van Dyke

### Trama
- Guest star: Harry Townes (Artaban), Abraham Sofaer (Rabbi), Francis X. Bushman (Abgarus), Madlyn Rhue (Deborah), Justin Smith (Tigrames)

## Don't Let It Throw You
- Diretto da:
- Scritto da:

### Trama
- Guest star: Gloria Grahame (Elena Carlisle), Dick Shawn (Feliz Franklin), Jerome Cowan (Red Meade), Joey Forman (Arthur Braun)

## Memory in White
- Diretto da:
- Scritto da: Budd Schulberg

### Trama
- Guest star: Charles Bronson (Conlon), Bert Freed (Armstrong), Sammy Davis, Jr. (Pancho Villa III), Art Aragon (Nick Dorso)

## The Devil You Say
- Diretto da:
- Scritto da: Jameson Brewer; Ira Levin (soggetto)

### Trama
- Guest star: Ronald Reagan (George Willoughby), Patricia Barry (Geraldine Willoughby), Sid Caesar (Nick Lucifer)

## The Drop-Out
- Diretto da:
- Scritto da:

### Trama
- Guest star: Edward G. Robinson (Bert Alquist), Billy Gray (Jerry Alquist), Ray Montgomery (Cooper), Carmen Mathews (Mrs. Alquist), Russ Conway (Crane), Walter Baldwin (Johnson)

## A Little White Lye
- Diretto da:
- Scritto da:

### Trama
- Guest star: Dorothy Malone (Ellen Rogers), Michael Pate (Dick Rogers), Dorothy Neumann (Mrs. Wilton), John Gabriel (poliziotto), Pitt Herbert (Realtor)

## The Legend That Walks Like a Man
- Diretto da: Herschel Daugherty
- Scritto da: Budd Schulberg

### Trama
- Guest star: Ralph Clanton (Vic Flanner), Ernest Borgnine (Matty Moran), Zsa Zsa Gábor (Sari Sanine), William Schallert (Red Myers), Jason Robards, Sr. (L. P. Kerner), James Lydon (Larry White), Anthony Hall (Lance King), Tammy Windsor (Waitress)

## A Possibility of Oil
- Diretto da:
- Scritto da:

### Trama
- Guest star: Joan Fontaine (Linda Stacey), Brad Dexter (Jock Petrie), Josephine Hutchinson (Mama Stacey), Jane Withers (Sue Ann Baines), Joseph Wiseman (Manson), Chubby Johnson (Summers)

## Image of a Doctor
- Diretto da:
- Scritto da:

### Trama
- Guest star: Simon Oakland (Director), Ida Lupino (dottor Molly Gilbert), Robert Lansing (James Wilson), Rita Brooking (Paula Gilbert), Richard Crane (dottor Reynolds), John Lasell (dottor Ames), Shirley Ballard (Barbara)

## Open House
- Diretto da:
- Scritto da: P. G. Wodehouse (soggetto)

### Trama
- Guest star: Bob Hastings (Feeney), Paul Ford (Joe McQueen), Robert Strauss (Grover Healey), Gertrude Flynn (Mrs. McQueen), Florence MacMichael (Mrs. Healey), Elisha Cook, Jr. (Willy Zucks), Pat Close (Joey McQueen), Della Sharman (Joan McQueen), Mary Jane Saunders (Martha McQueen), Don Haggerty (tenente), Jack LaRue (Ralph Fargo), Mike Mazurki (Hood), Ray Montgomery (detective)

## The Small Elephants
- Diretto da:
- Scritto da: Russell Beggs; John Collier (soggetto)

### Trama
- Guest star: Cliff Robertson (Pegosi), George Sanders (maggiore Watkins), Barbara Nichols (Leslie Blaine), Jonathan Harris (Trapolini)

## Love Is a Lion's Roar
- Diretto da: Bud Yorkin
- Scritto da: Dale Eunson e Katherine Eunson

### Trama
- Guest star: Suzanne Pleshette (Renee Fontaine), James Franciscus (Bill Taylor), Fifi D'Orsay (Simone), Jack Weston (Freddie Pringle), Mariellen Smith (Gloria)

## Labor of Love
- Diretto da:
- Scritto da:

### Trama
- Guest star: Jane Wyatt (Beatrice Freeman), David Brian (Frank Freeman), Terry Burnham (Lily), Dorothy Best (Girl)

## The Red Balloon
- Diretto da:
- Scritto da:

## Sis Bowls 'Em Over
- Diretto da:
- Scritto da:

### Trama
- Guest star: Raymond Bailey (Peterson), Audrey Meadows (Connie Marlowe), Billy Gray (Buzz Marlowe), Jack Cassidy (Alan Richards), Zamah Cunningham (Eva)

## The Joke's on Me
- Diretto da:
- Scritto da:

### Trama
- Guest star: Lee Marvin (Sid Benton), Bud Abbott (Ernie Kaufman), Mala Powers (Martha Benton), Kathleen Hughes (Sheila)

## My Darling Judge
- Diretto da:
- Scritto da:

### Trama
- Guest star: Fred Clark (giudice Cyrus Dunn), Audrey Totter (Betsy Dunn), Melinda Plowman (Charlotte Dunn), Anne Whitfield (Leila Dunn), Marjorie Bennett (Mrs. Bennett), Takato Ikedo (Fumiko), Willie Tsang (Willie), Wally Brown (poliziotto)

## Louie and the Horseless Buggy
- Diretto da:
- Scritto da:

### Trama
- Guest star: Howard McNear (Otto Schmidt), Eddie Albert (Louie Schmidt), Alice Backes (Mamie Schmidt), Alan Hale, Jr. (Hugo Schmidt), Michael Burns (Wilbur Schmidt)